# Pedicularis kariensis
Pedicularis kariensis är en snyltrotsväxtart som beskrevs av Bonati. Pedicularis kariensis ingår i släktet spiror, och familjen snyltrotsväxter. Inga underarter finns listade i Catalogue of Life.